# Syagrus orinocensis
Syagrus orinocensis là loài thực vật có hoa thuộc họ Arecaceae. Loài này được (Spruce) Burret miêu tả khoa học đầu tiên năm 1937.